# Браун, Руша
Йеруша «Руша» Браун (англ. YeRushia "Rushia" Brown; род. 5 мая 1972 года в Нью-Йорке, штат Нью-Йорк, США) — американская профессиональная баскетболистка, выступавшая в женской национальной баскетбольной ассоциации. На драфте ВНБА 1997 года не была выбрана ни одним из клубов, однако ещё до начала дебютного сезона подписала договор с командой «Кливленд Рокерс». Играла на позиции лёгкого форварда.

## Ранние годы
Руша родилась 5 мая 1972 года в городе Нью-Йорк (Нью-Йорк), дочь Энджи Браун, у неё есть младшие брат, Джубало, и сестра, Латоня. Выросла же она в городе Саммервилл (штат Южная Каролина), а училась в столице штата, городе Колумбия, в средней школе Ирмо, в которой выступала за местную баскетбольную команду .